# Song for Shelter/Ya Mama
"Song for Shelter" / "Ya Mama" è un doppio singolo dell'artista inglese Fatboy Slim, uscito nel 2001.

## Ya Mama
Ya Mama, anche chiamata "Ya Mama (Push the Tempo)", è la seconda traccia del singolo. Nel video musicale viene descritta come una musica così potente da far perdere il controllo dei movimenti della gente, che si abbandona totalmente alla musica.
Riprende il riff di chitarra di "The Kettle" dall'album Valentyne Suite (1969), una canzone della band Colosseum, un gruppo inglese di Rock progressivo degli anni Settanta.